# Kesslers Knigge
Kesslers Knigge ist eine Comedyshow von und mit Michael Kessler. Die Erstausstrahlung der ersten Staffel erfolgte von Juni bis August 2009; weitere Staffeln werden nicht produziert.

## Konzept
In jeder Episode zeigt Michael Kessler im Sinne von Knigge verschiedene Situationen auf und warnt in Form von Negativbeispielen in kurzen Clips vor potentiellen Fettnäpfchen. Jede Folge ist in drei allgemeine Bereiche wie beispielsweise Büro, Urlaub oder Tod unterteilt, die immer dadurch eingeleitet werden, dass Kessler unbemerkt von den anwesenden Personen, sozusagen unsichtbar für diese, und bezüglich seines folgenden falschen Verhaltens wissend lächelnd durch das Szenario schreitet und das Thema dazu aus dem Off satirisch kommentiert. Untermalt wird dies wie auch das Intro von einer Instrumentalversion des Liedes Nur ein Wort der Band Wir sind Helden. Nun folgen mehrere Listen, die sich mit spezifischen Situationen des Themas befassen, beim Oberthema Urlaub wären dies beispielsweise im Reisebüro oder am Strand. Diese werden meist mit „10 Dinge, die Sie nicht tun sollten … [in der jeweiligen Situation]“ betitelt; vereinzelte Variationen waren auch schon der Fall.
In zehn jeweils nur wenige Sekunden kurzen Clips spielt Kessler nun verschiedene Formen des Fehlverhaltens vor, die in vielen Fällen bis ins Bizarr-Absurde ausarten. Einige Formen des Fehlverhaltens tauchen wiederkehrend als Running Gag in verschiedenen Situationen auf, etwa Kesslers monotone wie unpassende Kommentierung einer Situation als „langweilig“ (langgezogene Betonung auf der ersten Silbe), sein Cosplay als Ork von Draenor (in Anlehnung an das Videospiel World of Warcraft), seine höchst unglaubwürdige Verkleidung als Schulmädchen um bestimmten Sanktionierungen (etwa wegen Schwarzfahrens) zu umgehen oder auch der Pizzabote, der Kessler in den unpassendsten Momenten Pizza liefert (etwa während des Gottesdienstes oder in der Sauna).
Am Ende jeder Episode folgen verschiedene Szenen, die in den zuvor ausgestrahlten Clips nicht gezeigt wurden. Zur musikalischen Untermalung wird eine Instrumentalversion von Lust for Life von Iggy Pop verwendet.

## Produktion
Die Episoden wurden innerhalb von nur zwei Monaten im Herbst 2008 gedreht. Neben Michael Kessler waren am Verfassen des Drehbuchs unter anderem Morten Kühne, Markus Barth, Stefan Stuckmann und Christoph Tratberger beteiligt. Regie führten Jan Markus Linhof und Joseph Orr.

## Episoden
| Episode | Sketche |
| ------- | --- |
| 1       | 10 Dinge, die Sie nicht tun sollten, wenn Sie in einem Aufzug sind 10 Dinge, die Sie nicht tun sollten, wenn Sie ein Bewerbungsgespräch haben 10 Dinge, die Sie nicht tun sollten, wenn Sie auf der Bühne stehen 10 Dinge, die Sie nicht tun sollten, wenn Sie Ihren ersten Arbeitstag haben 10 Dinge, die Sie nicht tun sollten, wenn Ihre Tochter den ersten Freund vorstellt 10 Dinge, die Sie nicht tun sollten, wenn Sie im Internetcafé surfen 10 Dinge, die Sie nicht tun sollten, wenn Sie im Kino sind 10 Dinge, die Sie nicht tun sollten, wenn Sie in einem Meeting sind 10 Dinge, die Sie nicht tun sollten, wenn Sie ein Museum besuchen 10 Dinge, die Sie nicht tun sollten, wenn Ihr Sohn in der Pubertät ist 10 Dinge, die Sie nicht tun sollten, wenn Sie im Theater sind         |
| 2       | 10 Dinge, die Sie nicht tun sollten, wenn Sie in einer Tierhandlung einkaufen 10 Dinge, die Sie nicht tun sollten, wenn Sie im Supermarkt einkaufen 10 Dinge, die Sie auf einem Flohmarkt nicht verkaufen sollten 10 Dinge, die Sie nicht tun sollten, wenn Sie in einem Sexshop sind 10 Dinge, die Sie nicht tun sollten, wenn Sie im Baumarkt einkaufen 10 Dinge, die Sie nicht tun sollten, wenn Sie schnell durch die Sicherheitsschleuse wollen 10 Dinge, die Sie nicht tun sollten, wenn Sie Schiedsrichter sind 10 Dinge, die Sie nicht tun sollten, wenn Sie Ihr Gepäck abholen 10 Dinge, die Sie nicht tun sollten, wenn Sie im Fußballstadion sind 10 Dinge, die Sie nicht tun sollten, wenn Sie im Flugzeug sitzen 10 Dinge, die Sie nicht tun sollten, wenn Sie auf dem Golfplatz sind |
| 3       | 10 Dinge, die Sie nicht tun sollten, wenn Sie selbst aus der Kabine kommen 10 Dinge, die Sie nicht tun sollten, wenn Sie beim Zahnarzt sind 10 Dinge, die Sie nicht tun sollten, wenn Sie in einem Wartezimmer sind 10 Dinge, die Sie nicht tun sollten als Patient im Krankenhaus 10 Dinge, die Sie nicht tun sollten, wenn Sie als Gynäkologe arbeiten 10 Dinge, die Sie nicht tun sollten, wenn Sie im Spielzeugladen sind 10 Dinge, die Sie nicht tun sollten, wenn Ihre Frau aus der Kabine kommt 10 Dinge, die Sie nicht tun sollten, wenn Sie Ihr Kind ins Bett bringen 10 Dinge, die Sie nicht tun sollten als Chirurg 10 Dinge, die Sie nicht tun sollten, wenn Sie mit Ihrer Familie spielen 10 Dinge, die Sie nicht tun sollten, wenn Sie auf dem Spielplatz sind                       |
| 4       | 10 Dinge, die Sie nicht tun sollten, wenn Sie in einer Bank sind 10 Dinge, die Sie nicht tun sollten, wenn Sie Bankangestellter sind 10 Dinge, die Sie nicht tun sollten, wenn Sie zu einer Prostituierten gehen 10 Dinge, die Sie nicht tun sollten, wenn Sie Drogen kaufen 10 Dinge, die Sie nicht tun sollten, wenn Sie einen Ehekrach haben 10 Dinge, die Sie nicht tun sollten, wenn Sie in flagranti erwischt werden 10 Dinge, die Sie nicht tun sollten, wenn Ihre Frau mit Ihnen Schluss macht 10 Dinge, die Sie nicht tun sollten, wenn Sie mit Ihrer Frau Schluss machen 10 Dinge, die Sie nicht tun sollten, wenn Sie Beifahrer sind 10 Fahrzeuge, mit denen Sie beim TÜV nicht vorfahren sollten 10 Drogen, die Sie nicht nehmen sollten, wenn Sie Auto fahren                         |
| 5       | 10 Dinge, die Sie nicht tun sollten, wenn Sie auf dem Arbeitsamt sind 10 Dinge, die Sie nicht tun sollten, wenn Sie einen Fernseher verkaufen möchten 10 Dinge, die Sie nicht tun sollten, wenn Sie als Flugbegleiter arbeiten 10 Dinge, die Sie nicht tun sollten, wenn Sie einen Heiratsantrag machen 10 Dinge, die Sie nicht tun sollten, wenn Sie Ihre Schwiegereltern kennenlernen 10 Dinge, die Sie nicht tun sollten, wenn Sie heiraten 10 Dinge, die Sie nicht tun sollten, wenn Sie im Hotel einchecken 10 Dinge, die Sie nicht tun sollten als Animateur 10 Dinge, die Sie nicht tun sollten, wenn Sie im Hotel auschecken 10 Dinge, die Sie nicht tun sollten, wenn Sie als Notarzt arbeiten 10 Dinge, die Sie nicht tun sollten, wenn Sie als Kaufhausdetektiv arbeiten                |
| 6       | 10 Dinge, die Sie beim Kochen nicht tun sollten 10 Dinge, die Sie nicht tun sollten, wenn Sie Freunde zum Essen eingeladen haben 10 Dinge, die Sie nicht tun sollten, wenn Sie grillen 10 Dinge, die Sie nicht tun sollten, wenn Sie zum Essen eingeladen sind 10 Dinge, die Sie nicht tun sollten, wenn Sie abspülen 10 Dinge, die Sie nicht tun sollten, wenn Sie in der Sauna sind 10 Dinge, die Sie nicht tun sollten, wenn Sie im Wellness-Bereich sind 10 Dinge, die Sie nicht tun sollten, wenn Sie im Schwimmbad sind 10 Dinge, die Sie nicht tun sollten, wenn Sie in einer Disco sind 10 Dinge, die Sie nicht tun sollten, wenn Sie auf der Herrentoilette sind 10 Dinge, die Sie nicht tun sollten, wenn Sie eine Frau anbaggern                                                        |
| 7       | 10 Dinge, die Sie nicht tun sollten als Ladendieb 10 Dinge, die Sie nicht tun sollten, wenn Sie Einbrecher im Haus haben 10 Dinge, die Sie nicht tun sollten, wenn Sie Weihnachten feiern 10 Dinge, die Sie nicht tun sollten, wenn Sie Ihr erstes Date haben 10 Dinge, die Sie nicht tun sollten, wenn Sie in eine Polizeikontrolle geraten 10 Dinge, die Sie nicht tun sollten, wenn Sie Silvester feiern 10 Dinge, die Sie nicht tun sollten, wenn Ihr Kind Geburtstag feiert 10 Outfits, die Sie beim ersten Date nicht tragen sollten 10 Dinge, die Sie nicht tun sollten in der ersten gemeinsamen Nacht 10 Ausreden, die Sie nicht benutzen sollten, wenn Ihre Fahrkarte kontrolliert wird 10 Dinge, die Sie nicht tun sollten beim Gottesdienst                                            |
| 8       | 10 Menschen, die man nicht als Nachbar haben möchte 10 Dinge, die Sie in einem Restaurant nicht tun sollten 10 Dinge, die Sie nicht tun sollten, wenn Sie den Rasen mähen 10 Dinge, die Sie beim Drive-In nicht tun sollten 10 Dinge, die Sie als Kellner nicht tun sollten 10 Dinge, die Sie nicht tun sollten, wenn Sie eine Wohnung besichtigen 10 Dinge, die Sie nicht tun sollten, wenn Sie erfahren, dass Sie Vater werden 10 Dinge, die Sie nicht tun sollten, wenn Sie Ihr Kind zum ersten Mal sehen 10 Hobbies, denen Sie nicht nachgehen sollten 10 Dinge, die Sie nicht tun sollten, wenn Sie Maulwürfe im Garten haben 10 Dinge, die Sie nicht tun sollten, wenn Ihr Kind getauft wird                                                                                                 |
| 9       | 10 Dinge, die Sie nicht tun sollten, wenn Sie Lehrer sind 10 Dinge, die Sie nicht tun sollten, wenn Sie beim Elternsprechtag sind 10 Dinge, die Sie nicht tun sollten als Sargträger 10 Dinge, die Sie nicht tun sollten, wenn Sie dem Schöpfer gegenübertreten 10 Dinge, die Sie nicht tun sollten, wenn Sie eine Reise buchen 10 Dinge, die Sie nicht tun sollten, wenn Sie in den Urlaub starten 10 Dinge, die Sie nicht tun sollten am Strand 10 Dinge, die Sie nicht tun sollten, wenn Sie campen 10 Dinge, die Sie nicht tun sollten, wenn Sie Ihr Kind im Kindergarten anmelden 10 Dinge, die Sie nicht tun sollten, wenn Sie Ihr Kind von der Schule abholen 10 Dinge, die Sie nicht tun sollten, wenn Sie auf einer Beerdigung sind                                                       |
| 10      | Best of |

## Erfolg
Während die TV-Ausstrahlungen auf Sat.1 lediglich eine Quote unterhalb des Senderschnittes erreichten, entwickelten sich viele der Clips im Internet zum Hit und wurden u. a. auch dank eines Tweets von Schauspieler Ashton Kutcher im Ausland bekannt.
Mitte Oktober 2013 startete Studio 71 für die Comedyshow Kesslers Knigge einen eigenen YouTube-Kanal unter dem gleichnamigen Titel, der derzeit mehr als 360.000 Abonnenten  und über 195 Millionen Videoaufrufe  zählt.